# (74025) 1998 HA6
(74025) 1998 HA6 – planetoida z pasa głównego asteroid okrążająca Słońce w ciągu 3,35 lat w średniej odległości 2,24 j.a. Odkryta 21 kwietnia 1998 roku.